# 東北鎮 (馬里蘭州)
東北鎮（英語：North East）是一個位於美國馬里蘭州塞西爾縣的市鎮。

## 人口
根據2020年美國人口普查的數據，東北鎮的面積為5.38平方千米，當中陸地面積為5.29平方千米，而水域面積為0.09平方千米。當地共有人口4085人，而人口密度為每平方千米759人。